# Ubaldina Valoyes
Ubaldina Valoyes Cuesta (ur. 6 lipca 1982 w Quibdó) – kolumbijska sztangistka, brązowa medalistka igrzysk olimpijskich i czterokrotna medalistka igrzysk panamerykańskich.

## Kariera
Na igrzyskach olimpijskich w Londynie w 2012 roku wywalczyła brązowy medal w wadze lekkociężkiej. W zawodach tych wyprzedziły ją jedynie Rim Jong-sim z Korei Północnej i Anna Nurmuchambietowa z Kazachstanu. Pierwotnie Valoyes zajęła szóste miejsce, jednak w latach 2016-2020 zdyskwalifikowane za doping zostały Rumunka Roxana Cocoș (2. miejsce), Maryna Szkiermankowa z Białorusi (3. miejsce) i Dzina Sazanawiec z Białorusi (4. miejsce), a brązowy medal przyznano Kolumbijce. Była też czwarta w wadze ciężkiej na igrzyskach olimpijskich w Pekinie w 2008 roku i igrzyskach w Rio de Janeiro w 2016 roku. Brała też udział w igrzyskach olimpijskich w Atenach w 2004 roku, gdzie była ósma w wadze lekkociężkiej.
Zdobyła ponadto złote medale w wadze średniej na igrzyskach panamerykańskich w Santo Domingo (2003) oraz wadze ciężkiej podczas igrzysk panamerykańskich w Rio de Janeiro (2007), igrzysk panamerykańskich w Guadalajarze (2011) i igrzysk panamerykańskich w Toronto (2015).